# Flo Bert
Pour les articles homonymes, voir Bert.
Sophie « Flo » Bert est une actrice américaine (2 décembre 1898 - 8 avril 1981) que l'on verra au cinéma dans les films I'm From Arkansas (1944), et The She-Creature (1956), aux côtés de son époux El Brendel. Principalement connue pour son travail sur les planches, elle sera de la distribution de Cinderella où elle jouera le rôle principal à Broadway qui prit l'affiche le 24 juin 1920 et qui ne sera à l'affiche que pour 126 représentations. Elle fut aussi Miss Moffet dans Humpty Dumpty Lane et Amy dans Lies. Elle sera aussi de la distribution de pièces comme The Silver Slipper Ball et Caproni Station.